# 生物政治学
生物政治学，又称生命政治学，广义上涵盖了所有与生物学（包括生理学、医学、生物化学、神经解剖学、营养学、公共卫生学等）在政治领域中的应用有关的研究。
在基于后结构主义和后现代主义的政治研究中，生命政治被用来分析和揭露权力。权力通过使用蛮力来展现自己，包括实施例外状态、将生命的生物形式和政治形式相结合，以及对违反既定规范的惩罚。法国哲学家米歇尔·福柯写过有关生命政治理论（法語：Biopolitique）的文章，并专门做过演讲，他写道，生命政治的作用是“确保、维护、强化、增加生命和理顺生命的秩序”。
生命政治的概念在福柯之前可以追溯到中世纪时期索尔兹伯里的约翰的著作《论政府原理》（Policraticus），他在书中创造并使用了“政治体”（Body politic）一词。鲁道夫·契伦在其1905年出版的两卷本作品《当今强国》（Die Grossmächte der Gegenwart）中首次使用了生物政治学（biopolitics）这一术语，他也是地缘政治学（geopolitics）这一术语的创造者。契伦使用这个词是为了从生物学角度研究“社会群体之间的内战”（“社会群体”包括国家），并因此将他设想的学科命名为“生物政治学”。在契伦的有机论观点中，国家是一个准生物有机体，一个“超个体生物”（"super-individual creature"）。纳粹后来也在其种族政策的语境下使用了这个词，汉斯·赖特在1934年的一次演讲中用它来指他们基于种族优越性的民族和国家的概念。
在当代美国的政治学研究中，这一术语主要由两类群体使用。一类是后结构主义者，他们使用福柯赋予它的含义（指社会和政治权力对生命的影响），另一类群体用它来表示与生物学及政治学有关的研究。在福柯的作品中，生命政治指的是通过“生命权力”（政治权力对人类生命各个方面的应用和影响）来调节人口的治理方式。
莫利·罗伯茨在他1938年的《生物政治学》（Bio-politics）一书中认为，世界政治的正确模式是“细胞和原生动物菌落的松散联合”。罗伯特·E·库特纳用这个词来称呼他所谓的特殊品种的“科学种族主义”，他与著名的尤斯塔斯·穆林斯（库特纳在20世纪50年代末与他共同创立了生物政治学研究所）以及行为遗传学家格雷德·惠特尼一起研究了这个问题。他的大多数对手都认为他的模型是反犹主义的。库特纳和穆林斯受到罗伯茨启发，而罗伯茨又受到阿瑟·基思的启发，或者两者都受到了对方的启发，共同（或与生物政治研究所）撰写了《有机唯物主义的生物政治》（Biopolitics of Organic Materialism）献给罗伯茨，并重印了他的一些作品。
在迈克尔·哈特和安东尼奥·奈格里的作品中，生命政治被限定在以生命和身体为武器的反资本主义叛乱方面，例子包括从逃离权力，直至“以其最悲惨和最令人反感的形式”出现的自杀式恐怖袭击，它们被视作生命权力（biopower）的反面，被认为是在生命政治条件下发生的主权实践。
根据Agni Vlavianos Arvanitis教授的说法，生物政治学是社会发展领域中一个概念与操作的框架，其提倡将“bios”（希腊语中的“生命”）作为人类每项工作的中心主题，无论是政策、教育、艺术、治理、科学或技术。这个概念用生命（bios）这个术语来指代地球上的所有生命形式，包括它们在遗传和地理上的变化。